# Kagemni
Kagemni byl velmož ve starověkém Egyptě v závěru 5. a na počátku 6. dynastie svoji kariéru zahájil za faraonů Džedkare a Venise, za Tetiho vlády byl vezírem a nejbližším hodnostářem královy administrativy. Jeho mastaba na sakkárském pohřebišti, severně od Tetiho pyramidy, vyniká zachovalostí a kvalitou výzdoby. Odkryl ji Karl Lepsius roku 1843, avšak podrobněji byla prozkoumána až v letech 1905 a následně až 1925.

## Genese

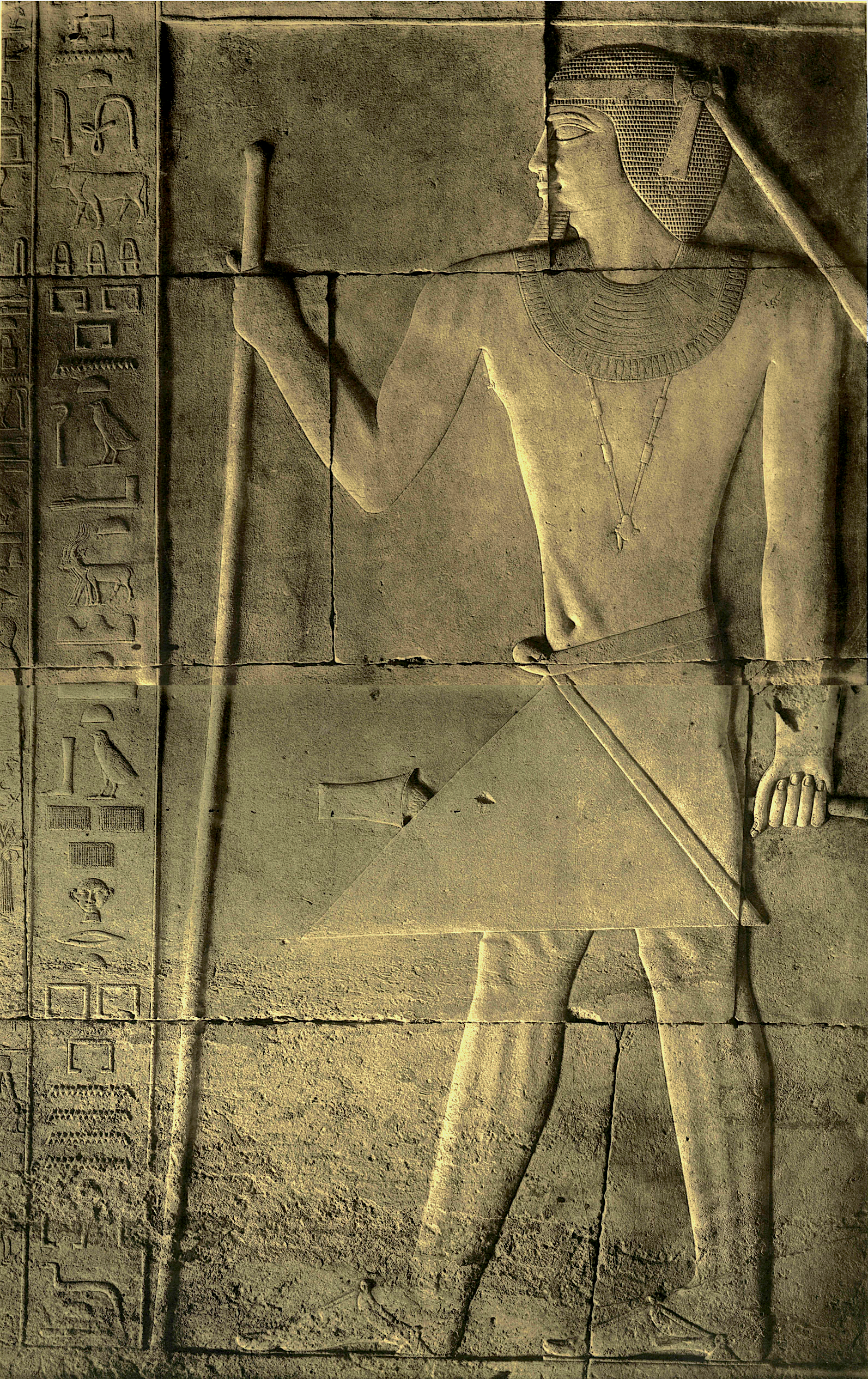
Vezír Kagemni, vlevo ve sloupci výčet obětních darů, žírný dobytek, drůbež ze tří dvorů, pouštní zvěřina a plody z rozsáhlých vod

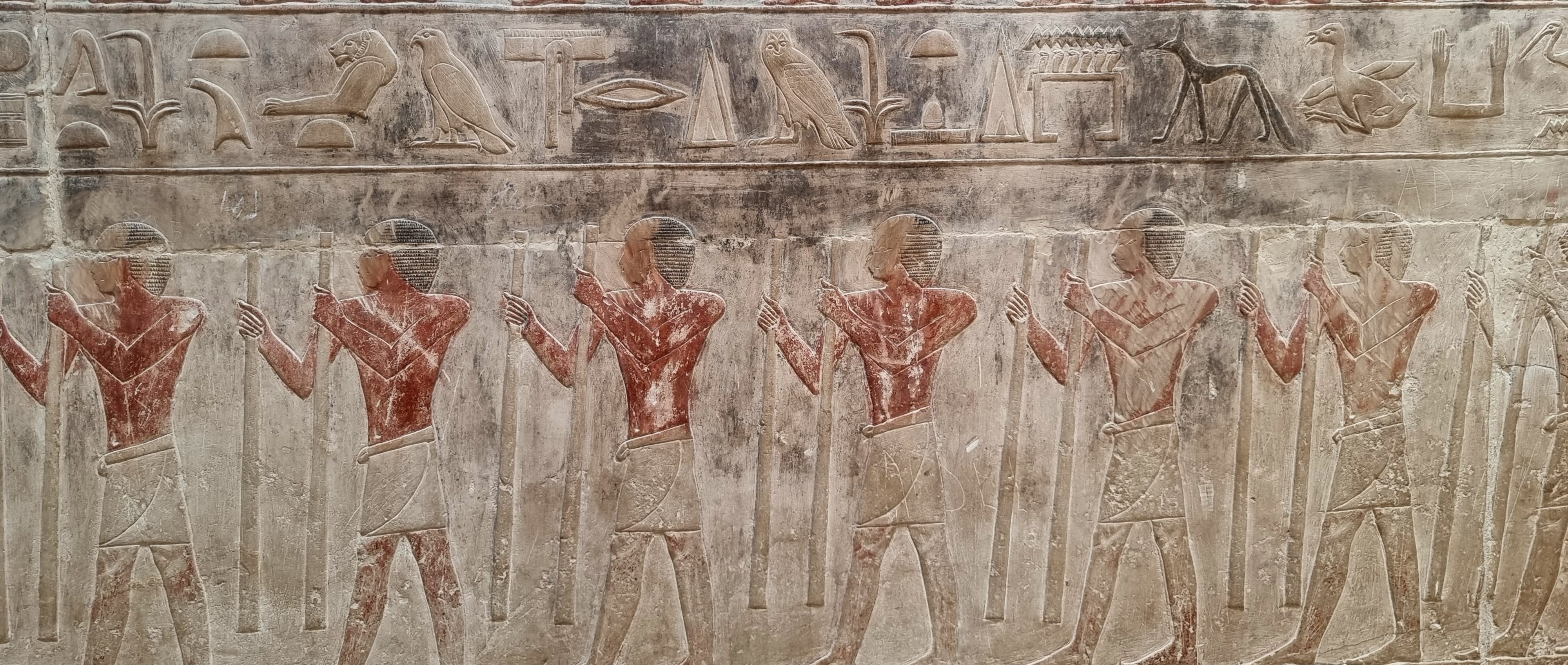
Služebníci přinášejí králem darované obleky vezíru Kagemnimu

Většina poznatků o jeho životě je obsažena ve výzdobě mastaby, která svoji rozsáhlostí svědčí o mocenském postavení velmože v královské administrativě, ověnčeného četnými tituly. Podává, i když v idylické podobě, zprávu o jeho době. Text na vnější fasádě mastaby (v překladu).
Vezír státu, Kagemni o sobě vypráví:
"Byl jsem oblíbenec krále Isesiho. Splnil jsem úkol státního úředníka v době krále Unase. Jeho Veličenstvo mě velmi štědře odměnilo.
Veličenstvo Teti, můj pán, ten ať žije věčně , mě jmenoval představeným všech úřadů ve službě v kteroukoli hodinu v paláci krále. Veličenstvo mělo důvěru ohledně všech věcí, které nařídilo udělat, protože jsem byl schopen a byl jsem Jeho Veličenstvem odměněn“. Ať věčné jsou spravedlnosti krále, protože je to spravedlnost, kterou má Bůh rád, pro krále známé jako Maat, kterou má král rád, ať žije věčně .
Nebudeš schopen házet na mě pomluvy, protože panovník zná můj charakter a mé chování, Jeho Veličenstvo ve mě má důvěru, těší se, že ve svém státním úředníkovi, který je v této zemi, protože já jsem někdo, kdo mluví pravdu a opakuje dobro v tom, co se králi líbí, toužím po tom, aby bylo dobro ve mně blízko krále a velkého boha, přeji si, aby můj stav Imakhu (jmꜣḫw-ḫr-nṯr-ꜥꜣ)  byl blízko lidem a blízko k velkému bohu tak, aby byli spokojeni; nasytil jsem chudáka, odstranil jsem bolest zarmouceného."
Kagemni, již jak vezír, uváděl četné tituly:
 "Byl dozorcem dvou zlatých domů a dozorcem dvou pokladnic. Zastával také náboženské funkce, byl mimo jiné veleknězem Re a kněz boha Min. S královským palácem měl i další povinnosti: dozorce dvou komnat královských ozdob, představeného rezidencí Bílé a Červené koruny a dozorce nad ozdobami na hlavě. Jako vysoký úředník sloužil Kagemni také jako vrchního dozorce nad písaři královských dokumentů, dozorce nad všemi faraonovými pracemi a dozorce nad šesti velkými dvory"

## Mastaba
Kagemni byl pohřben v největší mastabě (typ monumentální mastaby ve tvaru nízkého jehlanu na obdélníkovém půdorysu) na Tetiho nekropoli v Sakkaře. Mastaba má tvar čtverce se stranou 32 metrů. Byla postavena z velkých bloků vápence, její součástí jsou kaple se šesti místnostmi, sloupová síň, pět skladišť, dvě komory pro lodě, serdab a schodiště vedoucí na střechu. Stěny kaple jsou zdobeny, stejně jako stěny pohřební komory, která se nacházela na dně šachty. V pohřební komoře byl nalezen vytesaný kamenný sarkofág s dřevěnou rakví uvnitř, obojí prázdné. Před vchodem je hala vedoucí do další haly se sloupy, pak se souborem místností nacházejících se severně od sloupové haly. Ve vstupní hale jsou scény z běžného hospodářského života a také scéna s tanečníky. Hala se sloupy ukazuje scény vezíra Kagemniho na lodi doprovázené malým papyrusovým člunem vezoucím tři muže. Jsou zde v reálném zobrazení lovené ryby a divoké scény se žábami, vážkami, hrochy a krokodýly. Další scény ve sloupovém sále ukazují dobytek, dojenou krávu a muže, který nese tele.
Kagemni je zobrazen v nesoucí se židli s obsluhou v místnostech u sloupového sálu a tato scéna uvádí některé z jeho titulů. Další scény v této místnosti ukazují ptáky, včetně jedné, kde jsou husy nuceně krmeny. Další ukazuje nuceně krmené hyeny způsobem velmi podobným tomu, jak je vidět v sousední hrobce vezíra Mereruky, Kagemniho následníka za Tetiho vlády. Vzájemná podobnost sousedících hrobek Mereruky a Kagemniho naznačují, že architekt a stavitel mohli být u obou shodní. Celá výzdoba představuje idealizovaný obraz úspěšného muže, který na stěnách ve všech komorách s výjevy z jeho života uvádí i texty vypovídající o jeho bohatství, moci a zejména blízkým vztahem s vládcem. Scény jsou doprovázeny popisným textem, celkem jich bylo zaznamenáno ~208. Příkladem jsou souvislejší v překladu:

(208)

Přinášíme královské vynikající obleky, které byly jako královský dar dány
 vrchnímu soudci a vezírovi Kai-gemni

(195)

Načerpejte vynikající olej denní potřeby, který pochází od dobrého,
 ctihodného hlavního soudce a vezíra Kai-gemni

(177)

Přinášení jatečných zvířat, drůbeže a všech druhů rostlin,
 které jsou z jeho hradů a vesnic věčného majetku, z nichž některé
 jsou z dolních a horních zemí, horních i dolních klášterů,
 všichni služebníci věčného dobra, v novém roce o svátku (boha) Thovta,
 svátku prvního dne roku, svátcích (boha) Sokara, velkého ohně
 a obětí o svátcích novoluní a úplňků (a) v každý svátek
hlavního soudce a vezíra Kai-gemni

## Epilog
Kagemni svou úřednickou kariéru, jak sám popisuje, započal za vlády Džedkare a jako spolehlivý a schopný administrátor sloužil i jeho nástupci Venisovi a do další služby ho přizval nástupce Teti (~2305–2279 př. n. l.), který se od začátku své vlády potýkal s politickými intrikami a legitimitou své vlády. Kagemniho, jako králi věrného úředníka, si Teti zavázal sňatkem se svou dcerou Nebty-nebu-chet a povýšil ho do úřadu vezíra. Na počátku své vlády musel Teti čelit mnoha politickým problémům, především těm, které souvisely se vzestupem moci nejvyšších představitelů země, kteří si přivlastňovali stále rostoucí podíl na vládě země a správě jejího bohatství. Obsluha chrámů dostala podobu hospodářských jednotek a nadací od panovníka k organizování pohřebních procedur a dalšího udržování náboženského kultu pohřbeného. Chrám zaměstnával dělníky, kteří zabezpečovali trvání kultu a zajišťování ekonomického zázemí včetně plateb kněžím.
Teti provdal jednu ze svých dcer, princeznou Watetchethoro, za hodnostáře Mereruku, který zastával po svém předchůdci Kagemnim úřad vezíra a byl tak obdobně druhým nejmocnějším mužem v hierarchii po králi. Bylo to však také v době Tetiho vlády, když mastaby některých hodnostářů, sloužících na královském dvoře, byly úmyslně ničeny. Teti byl při jednání velmi nekompromisní vůči svým odpůrcům. Přesto byl nakonec, alespoň podle nepřímých a zprostředkovaných zpráv, zabit svými osobními strážci. Na Tetiho násilní smrti mohl mít podíl také jeho následník, uzurpátor Veserkare (~2278–2277 př. n. l.). Relativní stabilitu státu obnovil až Tetiho syn Pepi I.

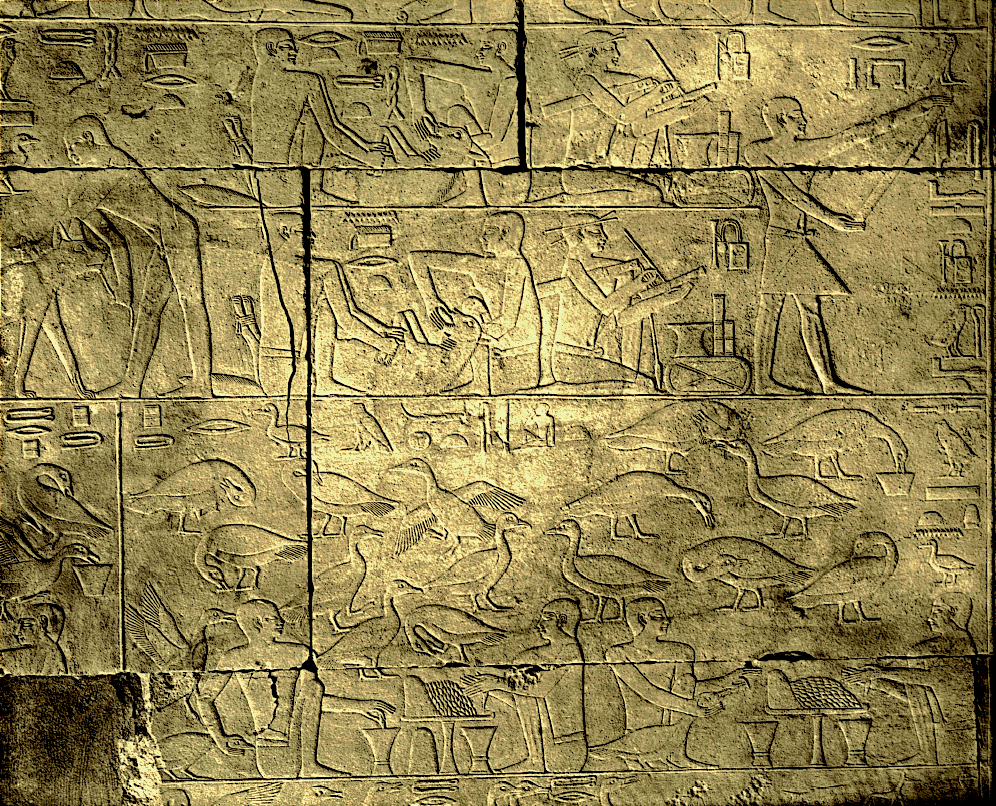
Mastaba Kagemni, výzdoba I.komory, písaři a jejich představitel, krmení hyjen a domácích drůbeže

## Galerie

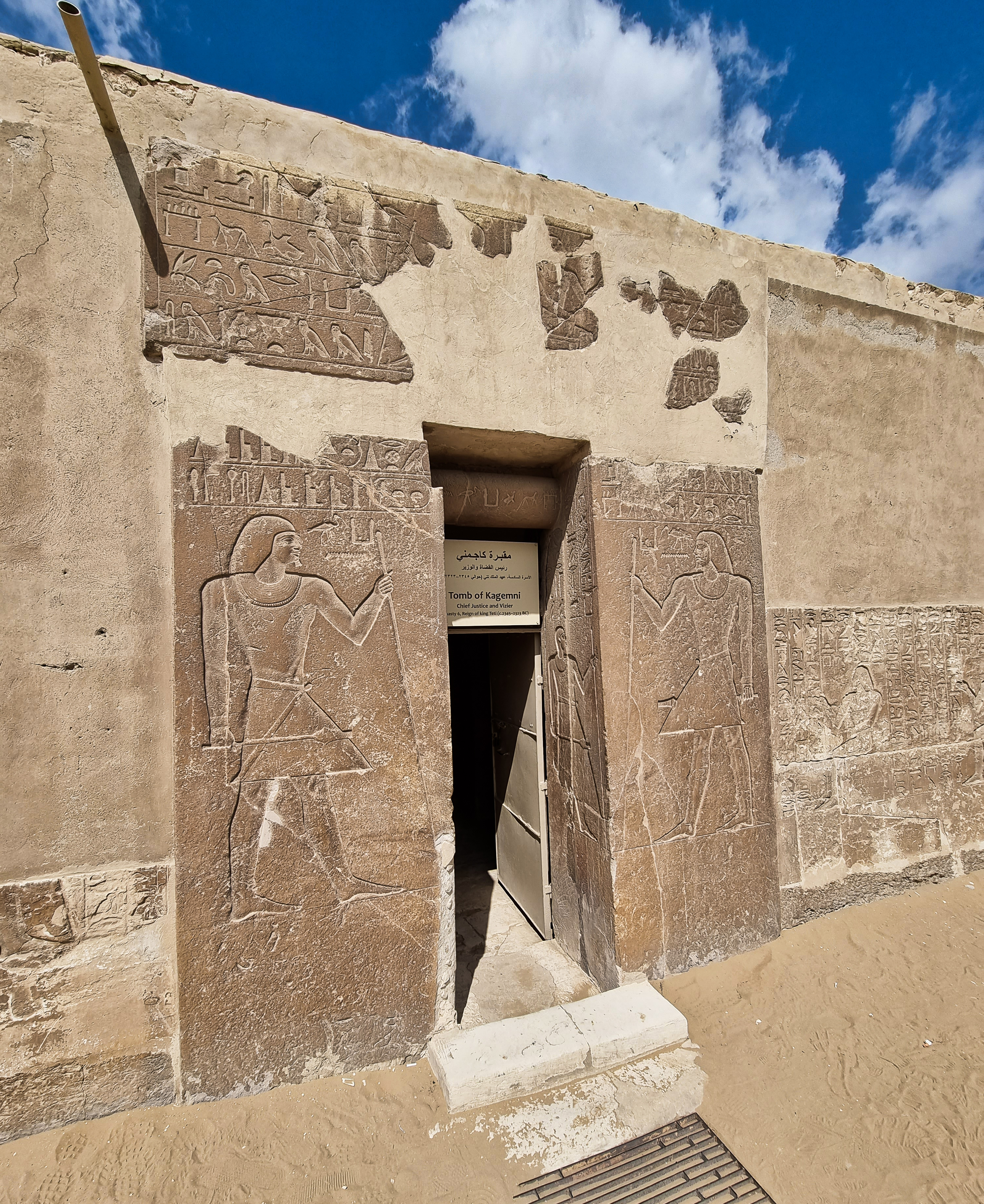
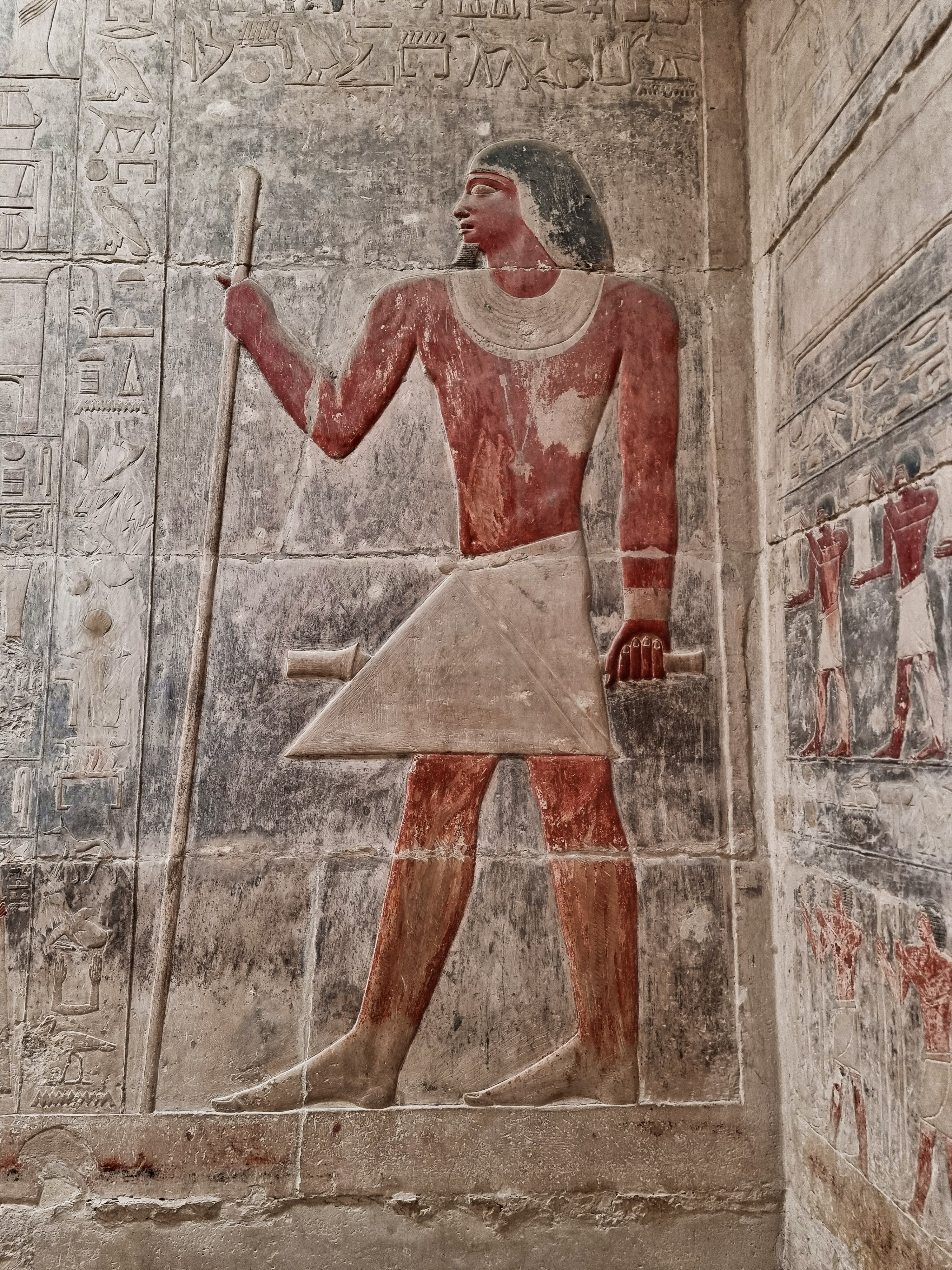
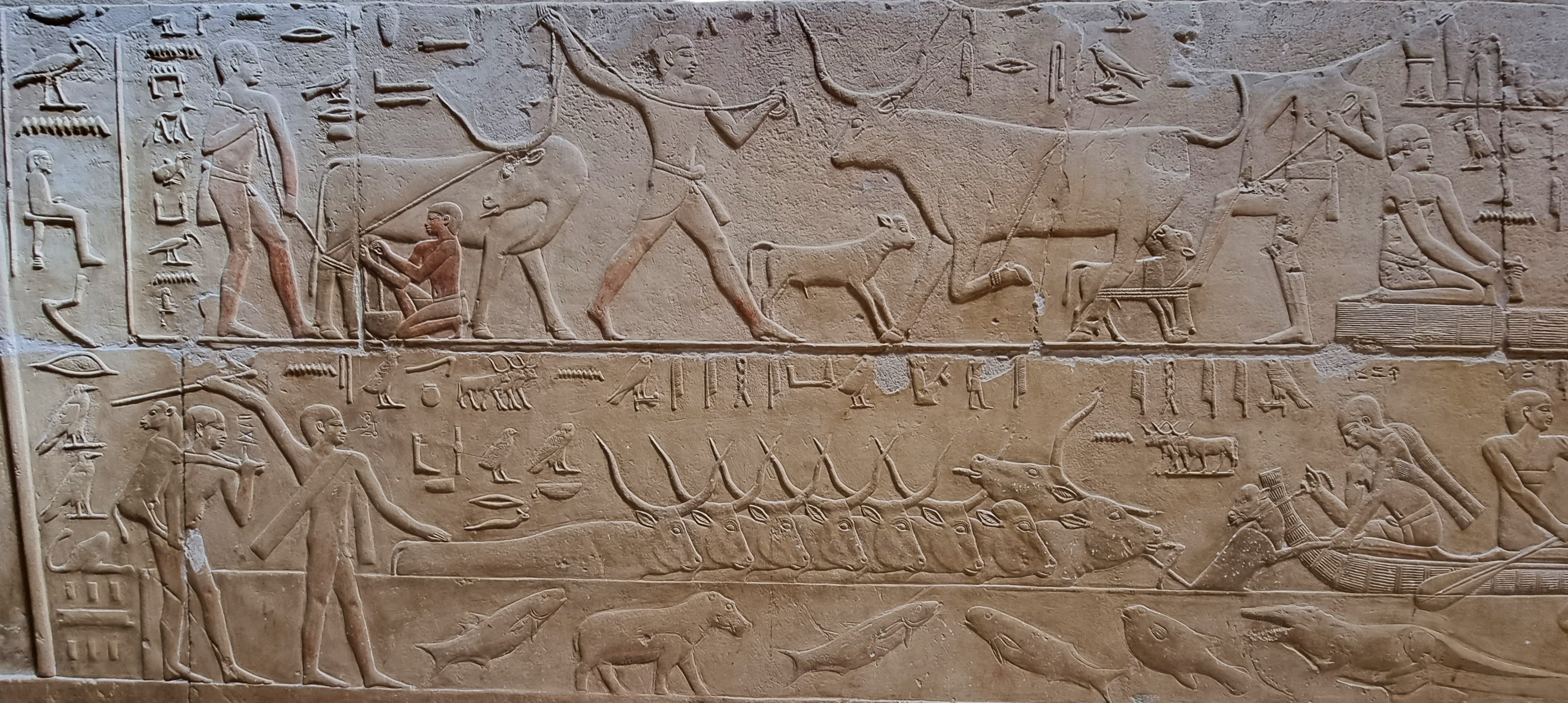
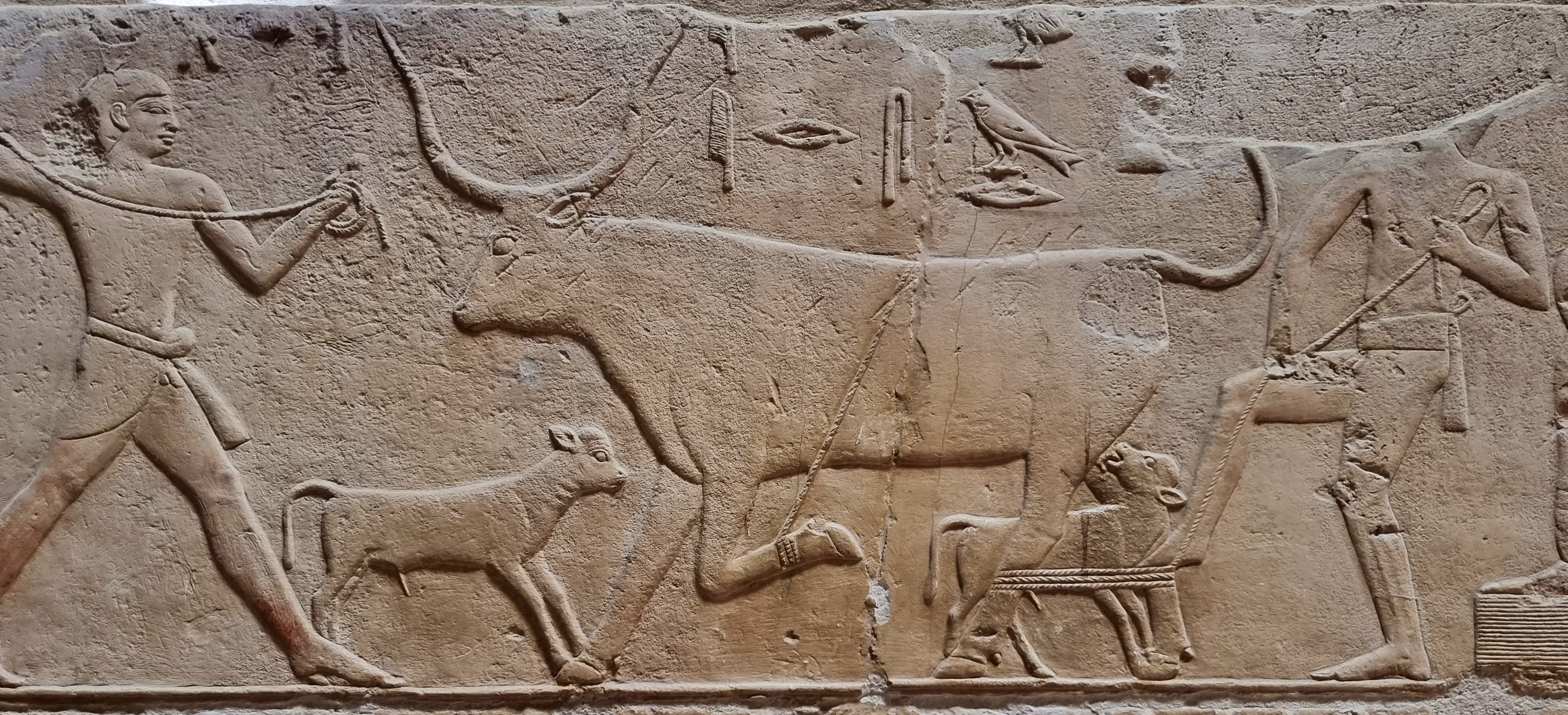
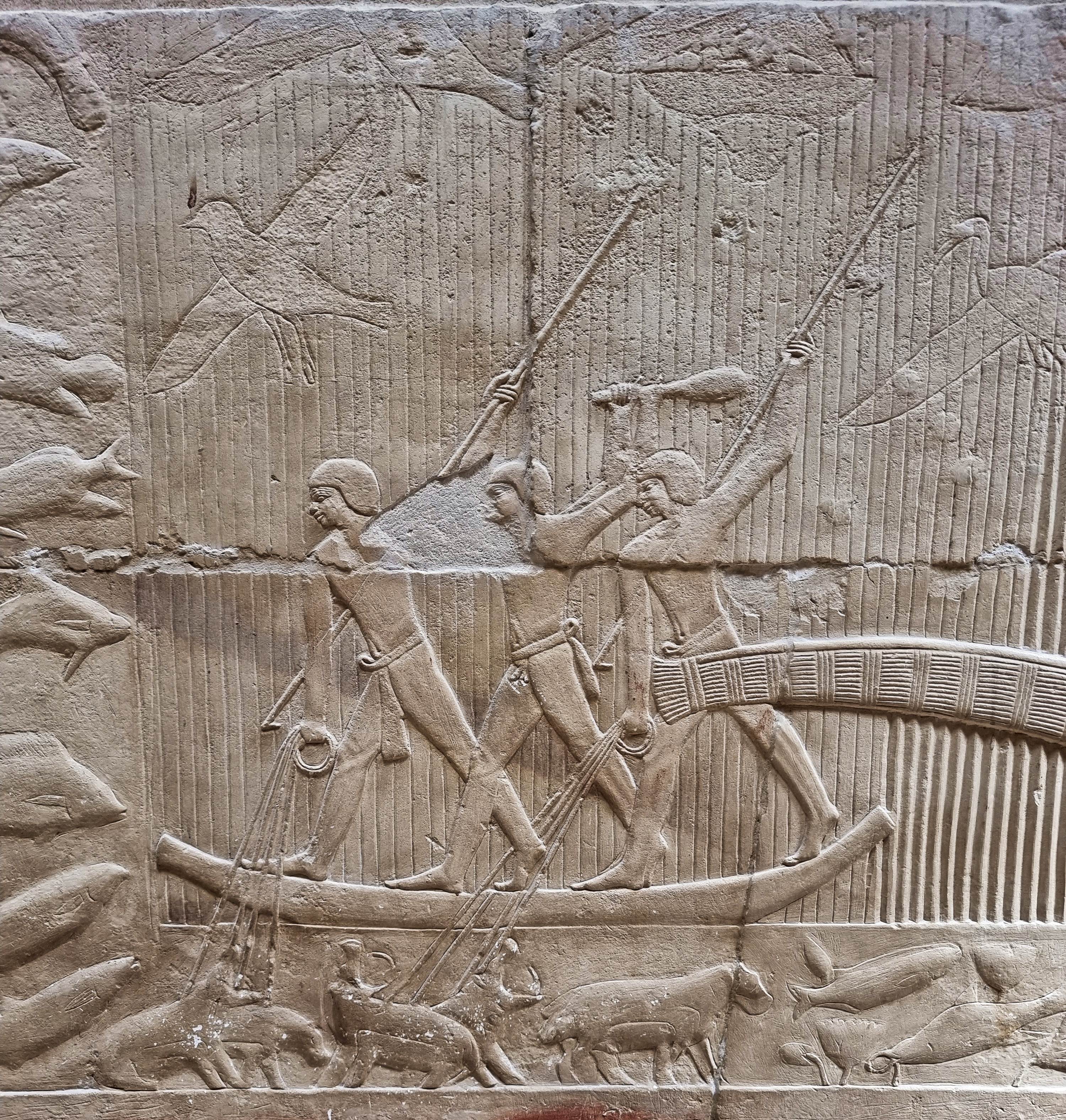
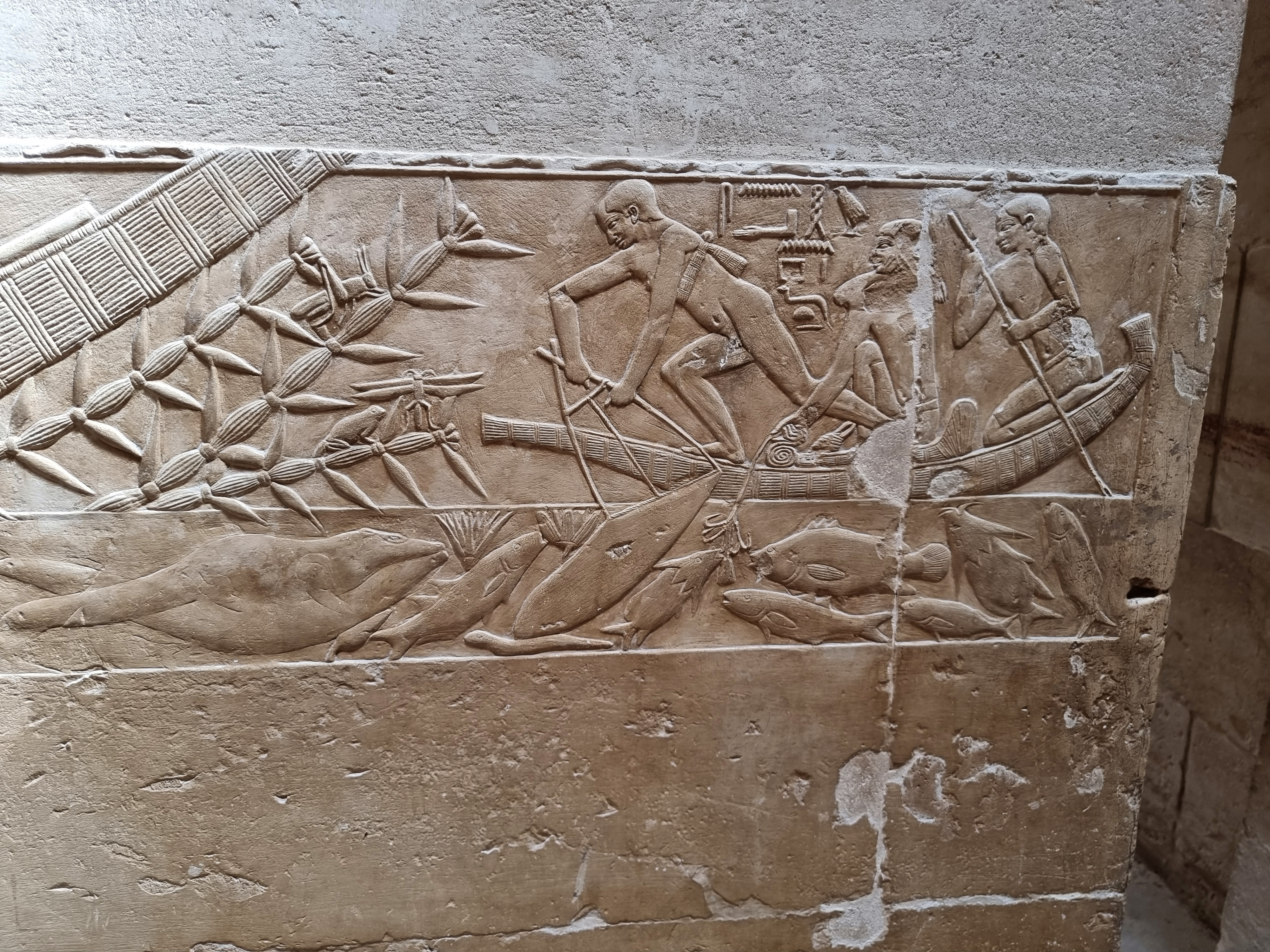
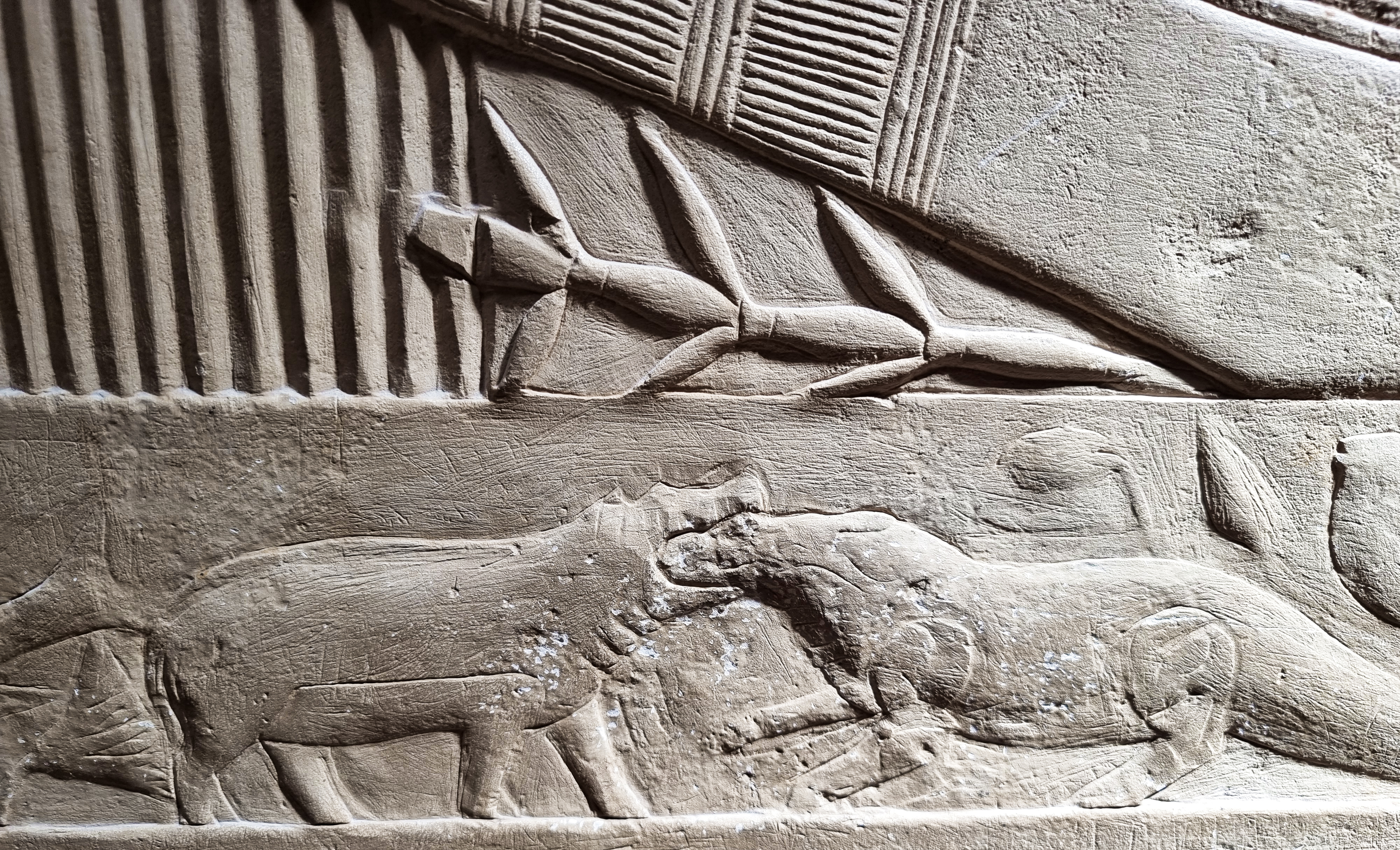
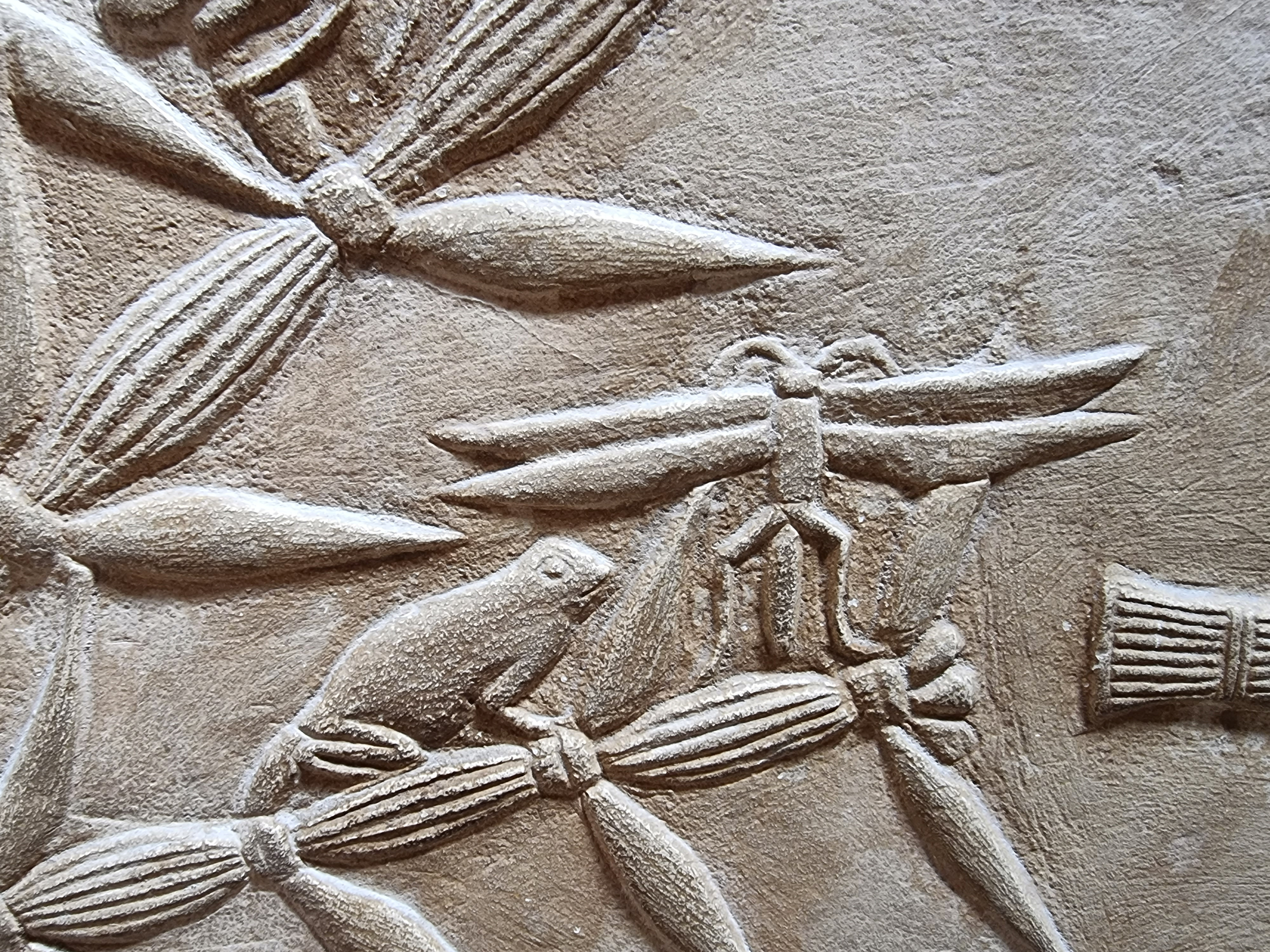
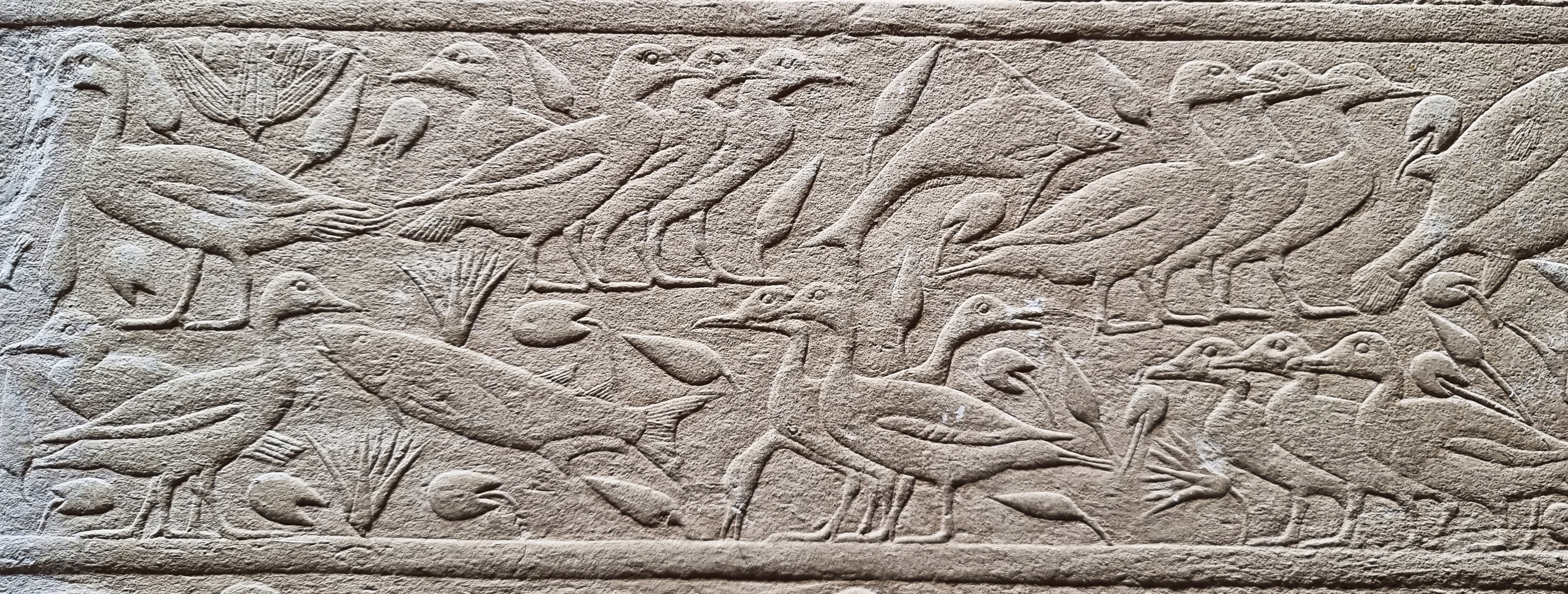
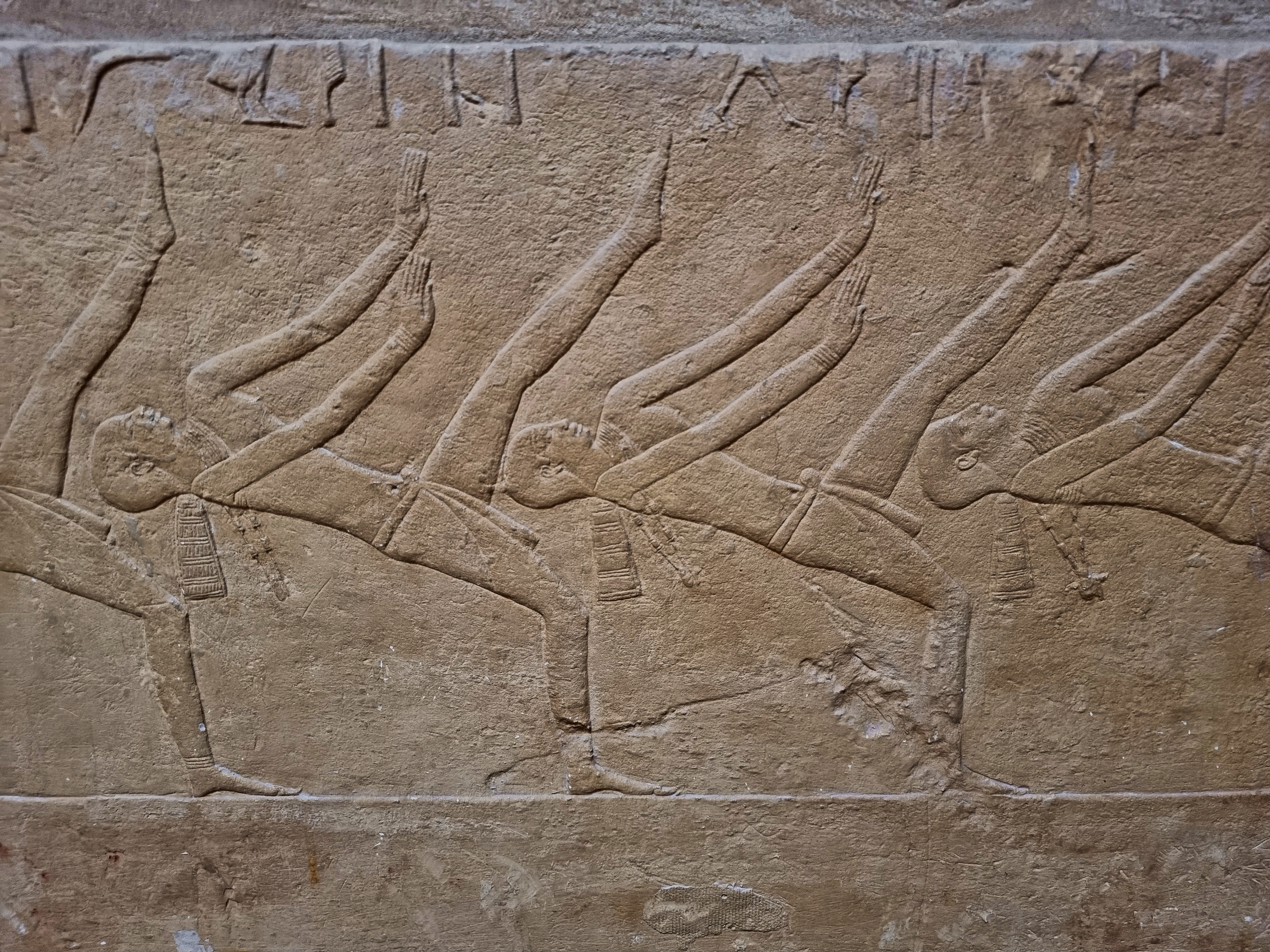

Obrazy z hospodářského života